# Gubernatorzy Wirginii

Flaga Wirginii

## Gubernatorzy z ramienia Kompanii Wirgińskiej
- 1607–1607: Edward Maria Wingfield
- 1608–1608: John Radcliffe
- 1608–1608: Matthew Scrivener
- 1608–1609: John Smith
- 1609–1610: George Percy
- 1610–1610: Thomas Gates
- 1610–1611: Thomas West, 3. baron De La Warr
- 1611–1611: George Percy
- 1611–1611: Thomas Dale
- 1611–1614: Thomas Gates
- 1614–1616: Thomas Dale
- 1616–1617: George Yeardley
- 1617–1619: Samuel Argall
- 1619–1621: George Yeardley
- 1621–1624: Francis Wyatt

## Gubernatorzy kolonii koronnej
- 1624–1626: Francis Wyatt
- 1626–1627: George Yeardley
- 1627–1629: Francis West
- 1629–1630: John Potts
- 1630–1635: John Harvey
- 1635–1637: John West
- 1637–1639: John Harvey
- 1639–1642: Francis Wyatt
- 1642–1652: William Berkeley

## Gubernatorzy w okresie Republiki
- 1652–1655: Richard Bennet
- 1655–1656: Edward Digges
- 1656–1660: Samuel Mathews
- 1660–1660: William Berkeley

## Gubernatorzy kolonii koronnej
- 1660–1677: William Berkeley
- 1677–1683: Thomas Colepeper, 2. baron Colepeper
- 1683–1692: Francis Howard, 5. baron Howard of Effingham
- 1692–1698: Edmund Andros
- 1698–1705: Francis Nicholson
- 1705–1706: Przewodniczący Rady Edward Nott (p.o.)
- 1706–1708: Edmund Jenings
- 1708–1709: Robert Hunter
- 1710–1737: George Hamilton, 1. hrabia Orkney
  - 1714–1722: gubernator porucznik Alexander Spotswood (p.o.)
  - 1722–1726: gubernator porucznik Hugh Drysdale (p.o.)
  - 1726–1727: Przewodniczący Rady Robert Carter I (p.o.)
  - 1727–1737: gubernator porucznik William Gooch (p.o.)
- 1737–1758: Willem van Keppel, 2. hrabia Albemarle
  - 1737–1749: gubernator porucznik William Gooch (p.o.)
  - 1740–1741: Przewodniczący Rady James Blair (p.o.)
  - 1741–1749: gubernator porucznik William Gooch (p.o.)
  - 1749–1750: Przewodniczący Rady Thomas Lee (p.o.)
  - 1750–1756: gubernator porucznik Robert Dinwiddie (p.o.)
- 1756–1759: John Campbell, 4. hrabia Loudoun
  - 1756–1758: gubernator porucznik Robert Dinwiddie (p.o.)
  - 1758–1759: gubernator porucznik Francis Fauquier (p.o.)
- 1759–1768: Jeffrey Amherst
  - 1759–1768: gubernator porucznik Francis Fauquier (p.o.)
  - 1768–1768: Przewodniczący Rady John Blair I (p.o.)
- 1768–1770: Norborne Berkeley, 4. baron Botetourt
- 1770–1771: William Nelson
- 1771–1775: John Murray, 4. hrabia Dunmore

## Przewodniczący Komitetu Bezpieczeństwa Publicznego
- 1775–1776: Edmund Pendleton

## Gubernatorzy stanu Wirginia wybierani przez zgromadzenie przedstawicielskie
- 1776–1779: Patrick Henry
- 1779–1781: Thomas Jefferson
- 1781–1781: William Fleming
- 1781–1781: Thomas Nelson Młodszy
- 1781–1784: Benjamin Harrison V
- 1784–1786: Patrick Henry
- 1786–1788: Edmund Randolph
- 1788–1791: Beverley Randolph
- 1791–1794: Henry Lee III (Federaliści)
- 1794–1796: Robert Brooke (Demokratyczni Republikanie)
- 1796–1799: James Wood (Demokratyczni Republikanie)
- 1799–1802: James Monroe (Demokratyczni Republikanie)
- 1802–1805: John Page (Demokratyczni Republikanie)
- 1805–1808: William Henry Cabell (Demokratyczni Republikanie)
- 1808–1811: John Tyler Starszy (Demokratyczni Republikanie)
- 1811–1811: George William Smith (p.o. Demokratyczni Republikanie)
- 1811–1811: James Monroe (Demokratyczni Republikanie)
- 1811–1811: George William Smith (p.o. Demokratyczni Republikanie)
- 1811–1811: George William Smith (Demokratyczni Republikanie)
- 1811–1812: Peyton Randolph (p.o. Demokratyczni Republikanie)
- 1812–1814: James Barbour (Demokratyczni Republikanie)
- 1814–1816: Wilson Cary Nicholas (Demokratyczni Republikanie)
- 1816–1819: James Patton Preston (Demokratyczni Republikanie)
- 1819–1822: Thomas Mann Randolph (Demokratyczni Republikanie)
- 1822–1825: James Pleasants (Demokratyczni Republikanie)
- 1825–1827: John Tyler (Demokratyczni Republikanie)
- 1827–1830: William Branch Giles (Demokraci)
- 1830–1834: John Floyd (Demokraci)
- 1834–1836: Littleton Wallet Tazewell (Wigowie)
- 1836–1837: Wyndham Robertson (p.o., Wigowie)
- 1837–1840: David Campbell (Demokraci)
- 1840–1841: Thomas Walker Gilmer (Wigowie)
- 1841–1841: John Mercer Patton (p.o., Wigowie)
- 1841–1842: John Rutherfoord (p.o., Wigowie)
- 1842–1843: John Munford Gregory (p.o., Wigowie)
- 1843–1846: James McDowell (Demokraci)
- 1846–1849: William Smith (Demokraci)
- 1849–1852: John Buchanan Floyd (Demokraci)

## Gubernatorzy stanu Wirginia wybrani w wyborach powszechnych
- 1852–1856: Joseph Johnson (Demokraci)
- 1856–1860: Henry A. Wise (Demokraci)
- 1860–1864: John Letcher (Demokraci)
- 1864–1865: William Smith (Demokraci)
- 1865–1868: Francis H. Pierpont (gubernator wojskowy, Republikanie)
- 1868–1869: Henry H. Wells (gubernator wojskowy, Republikanie)
- 1869–1869: Gilbert C. Walker (gubernator wojskowy, Republikanie)
- 1870–1874: Gilbert C. Walker (Demokraci)
- 1874–1878: James L. Kemper (Demokraci)
- 1878–1882: Frederick W.M. Holliday (Demokraci)
- 1882–1886: William E. Cameron (Readjuster Party)
- 1886–1890: Fitzhugh Lee (Demokraci)
- 1890–1894: Philip McKinney (Demokraci)
- 1894–1898: Charles O'Ferrall (Demokraci)
- 1898–1902: James Hoge Tyler (Demokraci)
- 1902–1906: Andrew Jackson Montague (Demokraci)
- 1906–1910: Claude Swanson (Demokraci)
- 1910–1914: William Mann (Demokraci)
- 1914–1918: Henry Carter Stuart (Demokraci)
- 1918–1922: Westmoreland Davis (Demokraci)
- 1922–1926: Elbert Lee Trinkle (Demokraci)
- 1926–1930: Haary F. Byrd (Demokraci)
- 1930–1934: John Garland Pollard (Demokraci)
- 1934–1938: George C. Peery (Demokraci)
- 1938–1942: James Price (Demokraci)
- 1942–1946: Colgate Darden Młodszy (Demokraci)
- 1946–1950: William Tuck (Demokraci)
- 1950–1954: John S. Battle (Demokraci)
- 1954–1958: Thomas B. Stanley (Demokraci)
- 1958–1962: James Lindsay Almond Młodszy (Demokraci)
- 1962–1966: Albertin Harrison Młodszy (Demokraci)
- 1966–1970: Mills Godwin Młodszy (Demokraci)
- 1970–1974: A. Linwood Holton Młodszy (Republikanie)
- 1974–1978: Mills Godwin Młodszy (Republikanie)
- 1978–1982: John Nichols Dalton (Republikanie)
- 1982–1986: Chuck Robb (Demokraci)
- 1986–1990: Gerald Baliles (Demokraci)
- 1990–1994: L. Douglas Wilder (Demokraci)
- 1994–1998: George Allen (Republikanie)
- 1998–2002: Jim Gilmore (Republikanie)
- 2002–2006: Mark Warner (Demokraci)
- 2006–2010: Tim Kaine (Demokraci)
- 2010–2014: Bob McDonnell (Republikanie)
- 2014–2018: Terry McAuliffe (Demokraci)
- 2018–2022: Ralph Northam (Demokraci)
- od 2022: Glenn Youngkin (Republikanie)